# Ophel (Biom)
Der Ophel ist der Auffassung einiger Biospeläologen zufolge ein weltumspannendes unterirdisches Biom, das sich durch ein großes und bisher unerkanntes Maß an Biodiversität auszeichnet und überwiegend auf der von chemoautotrophen Bakterien gewonnenen Energie basiert. Die Theorie wurde erstmals 2007 von dem israelischen Zoologen Francis Dov Por formuliert, Anlass war die Entdeckung der Ajalon-Höhle in Israel, in der eine Reihe endemischer und von der Außenwelt isoliert lebender Tierarten vorgefunden wurde.

## Isolierte Ökosysteme
Bis vor wenigen Jahren galt als sicher, dass unterirdische Biosysteme stets durch an der Erdoberfläche photosynthetisch erzeugte und vertikal zugeführte Biomasse unterhalten werden. Nach der Entdeckung von Ökosystemen in der Tiefsee, in der Umgebung der Schwarzen Raucher, Cold Seeps und am Grund des Schwarzen Meeres, war jedoch die Existenz zumindest teilweise auf Chemoautotrophie basierender Lebensgemeinschaften erwiesen. Dazu kamen Untersuchungen in abgeschlossenen Höhlensystemen, wie der Höhle von Movile.

## Ajalon-Höhle
In der 2006 entdeckten Ajalon-Höhle wurden acht Tierarten vorgefunden. Von den vier Arten von Krebstieren waren drei bislang unbekannt. Das Fehlen von Jungtieren oder Eier tragenden weiblichen Tieren führte zu der Annahme, dass Typhlocaris ayyaloni und Tethysbaena ophelicola den Höhlensee in der Ajalon-Höhle nur zur Nahrungsaufnahme aufsuchen, und sich im umgebenden Grundwasser reproduzieren. Daraus folgte wiederum, dass es einen Transport von Biomasse aus dem Höhlensee in den umliegenden Grundwasserkörper gibt. Dieser mögliche horizontale Transport von Energie ist Grundlage für die Theorie eines weltumspannenden, unterirdischen und von dem Eintrag von Energie von außen unabhängigen Bioms, das Francis Dov Por als „Ophel“ bezeichnet.

## Der Ophel
Der Name ist das hebräische Wort für, u. a., „Dunkelheit“ oder „Unterwelt“. Im Ophel bilden Schwefelbakterien und andere chemoautotrophe Bakterien aus schwefelhaltigem Thermalwasser Biomasse, und höhere Organismen ernähren sich von den Bakterien.
Die These von der weltweiten Ausdehnung des Ophel stützt sich auf die Verbreitung von Krebstieren der Ordnung Thermosbaenacea, die in der Ajalon-Höhle mit Tethysbaena ophelicola vertreten ist. Die Ordnung ist mit 36 Arten weltweit verbreitet, nur aus Südamerika ist sie nicht bekannt. Diese Krebstiere zeigen ausnahmslos eine starke Anpassung an hohe Temperaturen, sauerstoffarme Gewässer und die Ernährung von chemoautotrophen Bakterien. Die Dominanz der Thermosbaenacea in Ökosystemen wie der Ajalon-Höhle wird damit in Verbindung gebracht, dass ihr Sauerstofftransport auf Hämocyanin basiert, das bei großer Wärme und Sauerstoffarmut dem Hämoglobin überlegen ist. Ihre weltweite Verbreitung wird von Por als Indiz für eine gleichfalls weltweite Ausdehnung des Ophel angesehen.
Der Ophel ist Por zufolge an die Grundwasserströme gebunden, die einerseits durch zahlreiche geologische Phänomene blockiert werden können, andererseits aber auch unterhalb von Seen und flachen Meeren fließen und so die unterirdische Fauna von Inseln mit dem Ophel verbinden können. Die Biodiversitäts-Hotspots des Ophel sind jene Bereiche, in denen sich salzarme, kühle Grundwasserströme mit austretendem Thermalwasser vermischen. Dabei legt Por Wert darauf, dass der Ophel kein Relikt aus früheren erdgeschichtlichen Epochen ist, sondern ein eigenständiges Biom, das sich nach wie vor ausdehnt und in dem immer noch evolutionäre Anpassungen stattfinden. Schließlich entwarf Por, ebenfalls angeregt durch die Entdeckung der Ajalon-Höhle, das Bild von drei globalen einander überlappenden Biosphären: der chemoautotrophen Bakteriosphäre tief in der Erdkruste, die weder Licht noch Sauerstoff benötigt, der Deuterobiosphäre, die auf bakterieller Chemosynthese und einem geringen Eintrag oberirdischen Sauerstoffs gründet und den Ophel mit umfasst, und der auf Photosynthese basierenden oberirdischen Eubiosphäre.

## Kritik
Pors Theorie fand nicht uneingeschränkte Zustimmung. So wies der rumänische Zoologe Ştefan Negrea darauf hin, dass es in der Natur keine vollständig isolierten Systeme geben könne. Auch in Bezug auf die Höhle von Movile sei zunächst von einer vollständigen Isolation gegenüber der Außenwelt ausgegangen worden. Mittlerweile sei dort nachgewiesen worden, dass die Zuwanderung von Tieren durch Risse im 14 Meter starken Sandstein möglich war, so bei dem Hundertfüßer Cryptops anomalans. Por hält dies hingegen für die Ajalon-Höhle wegen der mehr als einhundert Meter starken Schicht harten Kalksteins über der Höhle für ausgeschlossen.